# Wasserstein (Frankeneck)

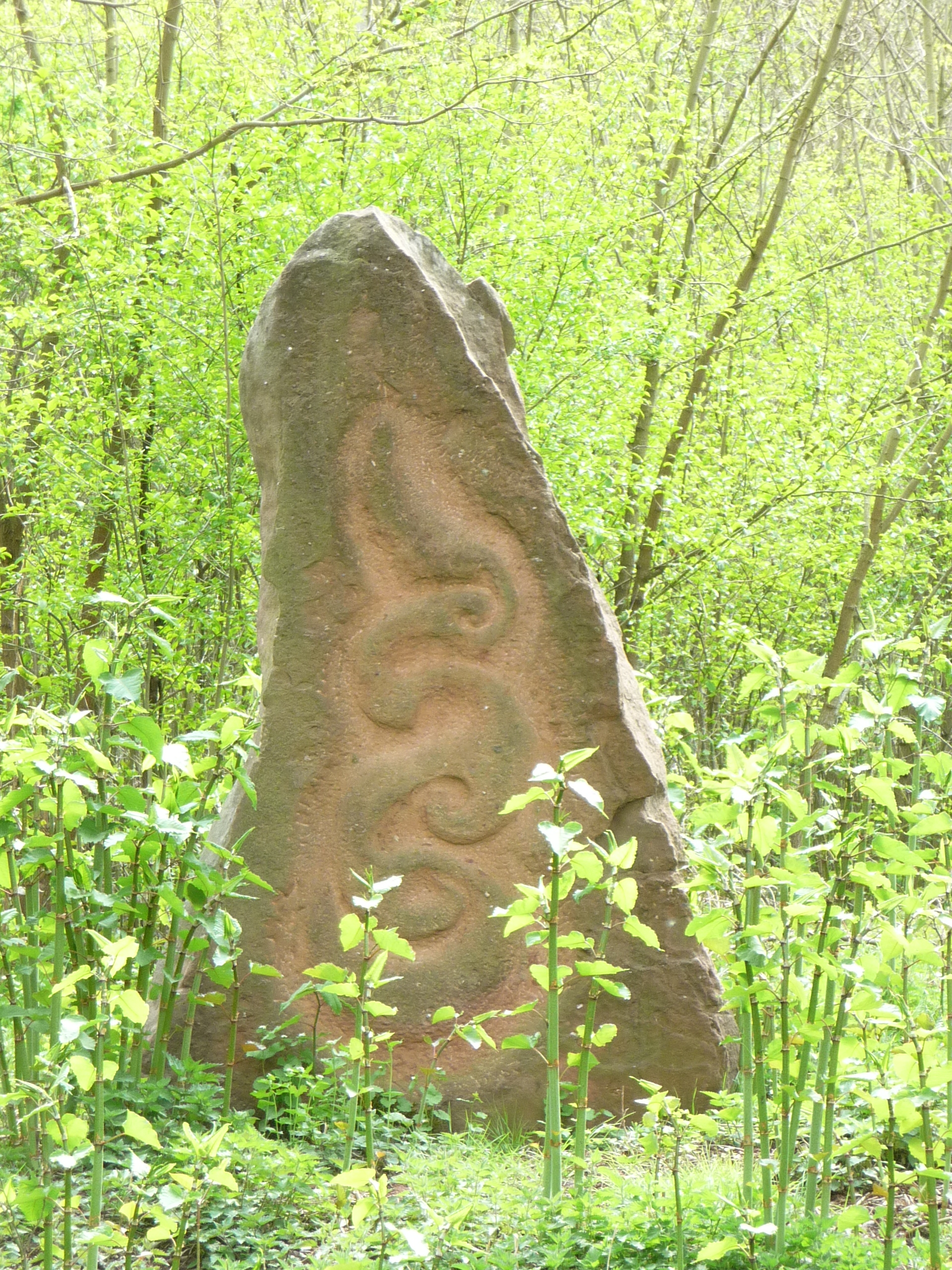
Wasserstein in Frankeneck

Der Wasserstein ist ein Kunstobjekt innerhalb der Verbandsgemeinde Lambrecht.

## Lage
Der Stein befindet sich in unmittelbarer Nähe des rechten Ufers des Speyerbach auf Gemarkung der Stadt Lambrecht in der Bahnhofstraße, jedoch in unmittelbarer Nähe der Ortsgemeinde Frankeneck, deren Gemarkung und Siedlungsgebiet bereits auf dem linken Ufer beginnen. Unmittelbar südlich befindet sich der Bahnhof Frankeneck am Kuckucksbähnel, der ebenfalls auf der Gemarkung von Lambrecht liegt. Wenige hundert Meter weiter östlich mündet der Hochspeyerbach von links in den Speyerbach.

## Geschichte
Das Objekt entstand 2004 im Zuge des Steineprojekts „Magische Orte – Steinerne Zeichen im Lambrechter Tal“, an dem sich sechs Schulen innerhalb der Verbandsgemeinde Lambrecht beteiligten. Gestaltet wurde der Stein von Schülern der Freien Goetheschule Frankeneck. Im Februar des Jahres wurde der vorgesehene Standort von letzteren freigeschnitten. Im März 2004 wurde er schließlich vor Ort aufgestellt.

## Beschaffenheit
Auf dem Stein befindet sich ein Wellenmotiv, das den nahen Zusammenfluss von Speyerbach und Hochspeyerbach symbolisieren soll; das Ornament erinnert optisch an eine Schlange. Neben dem Stein befindet sich eine Informationstafel, auf der folgender Text steht:
| „Denk – mal! Hier am Zusammenfluss von Hochspeyer- und Speyerbach wurde 1785 die Kreuzbrücke der Holzhauer-Ort Frankeneck gegründet. Wo das Wasser zwischen den Bergen die Täler geschaffen hatte, war Raum für den Verkehrsfluss auf Straße und Schiene entstanden. Wasser bedeutet Arbeit: den Antrieb von Mühlen, Sägewerken, die Holztrift, die Papiermacherei. Wasser ist Leben. Schützt das Wasser! Schützt das Leben! Gesang der Geister über den Wassern Des Menschen Seele – Gleicht dem Wasser: Vom Himmel kommt es – Zum Himmel singt es – Und wieder nieder – Zur Erde muss es – Ewig wechselnd. (Johann Wolfgang v. Goethe, * 28.08.1749 in Frankfurt, gest. am 22.09.1823 in Weimar)“ |